# 日本昆虫協会
日本昆虫協会（にほんこんちゅうきょうかい）は、昆虫採集の普及や地位向上を目的として設立された団体。「日昆協」と略す。東京都千代田区九段北に所在。1991年に発足。
昆虫採集は昆虫に注射をしてピンで刺して喜ぶ不気味な趣味であるといった偏見を持たれ、マスコミからは「自然の破壊者」「密猟者」といった扱い方をされることも多かった。それに対し、実際の昆虫採集はもっと科学的で健全な趣味であり、専門的な知識を持って自然をモニターすることから自然保護にも役立ち、また昆虫が減少する主要な原因は環境破壊にあり、人間が網で捕るぐらいで昆虫を減らすことなど不可能であると主張している。さらに昆虫採集は自然と親しむ方法として優れた点が多いとして、子供や初心者を対象とした催しも行っている。
維持費用は8割が会員による会費で賄われる。

## 活動

### 昆虫をとりまく環境の改善活動
昆虫関連法令や昆虫の生息環境の保全などについて行政や団体に提案を行っている。

### 昆虫教室
昆虫に親しみ、環境保護の意識を育ててもらうことを目的に、昆虫採集・観察会や飼育教室などを開催している。

### フィールドマナーの普及
日本昆虫協会では、昆虫愛好家が守るべきフィールドマナーを提唱と普及活動を行っている。
内容は大きく分けて以下のように分けることができる。
- 採集地の住民とのトラブルの回避
- 採集地の環境の保全

### 昆虫イベントの支援など
各種団体・企業が主催する昆虫展などのイベントやテレビ・ラジオ番組などの制作に対し、情報の提供や技術面での支援を行っている。

### 会報など
- 『日昆協ニュースレター』 - 年に複数回発行される会報。
- 『蟲と自然』 - 3年に1回程度発行される冊子だが、最近は資金不足で発行を取りやめている。
- 『昆虫採集 フィールド手帳』 - 松香宏隆著。昆虫採集におけるトラブルの回避・対処策、採集禁止種・地域の一覧などが書かれている。

### 自然史博物館
昆虫標本への偏見と理解不足により、個人が集めた貴重な標本が持ち主の死後散逸し消滅する問題が現実化し始めたため、その受け皿となる博物館の設立を目指している。

### 夏休み昆虫研究大賞
未来の昆虫研究者、愛好家を育成するために、小中学生を対象として毎年行われている。大賞作品は、研究論文、文学作品、標本、写真など多岐に渡る。会長や理事などの役職が審査する。

## 役職
- 会長：長畑直和[1]
- 副会長：佐々木望、やくみつる

- 事務局長：溝井明人
- 理事：小岩屋敏、相笠昌義、泉麻人、海野和男、木村義志、藤田宏、松村しのぶ、養老孟司、池田清彦ほか

## 構成
- 事務局
- 企画事業委員会
- 自然保護委員会
- 教育委員会
- 出版委員会
- 広報普及委員会
- 研究委員会